# Nataša Janjić
Nataša Janjić Medančić (Split, 27. studenoga 1981.) je hrvatska kazališna, televizijska i filmska glumica.
Još kao gimnazijalka u Gradskom kazalištu mladih u Splitu, u Studiju za mladež, u režiji Gorana Golovka igrala u amaterskim predstavama, redom: Ćelava pjevačica - E. Ionesca (Gđa Smith), Tri priče iz davnine - I.B. Mažuranić, te Split 3, 4, 5, a zatim i s profesionalnim ansamblom u predstavi Mario - M. Pagnola u režiji Vanče Kljakovića u ulozi Fani.
Po završenoj općoj gimnaziji, godine 2000., upisuje studij novinarstva u Zagrebu, a iste godine i glumu iz prvog pokušaja na klasi Neve Rošić i Koraljke Hrs, te se odlučuje u konačnici za istu.
Tijekom studija na Akademiji dramske umjetnosti odigrala sljedeće uloge; Juliju iz Shakespearovog Romea i Julije, Elektru, kraljicu Mariju iz Kralj umire E. Ionesca, Christine iz Hotel Bellevue O. von Horvatha, Melitu iz Krležine Lede, Solvejg i Anitru iz Peer Gynta, Kate iz Ukroćene goropadnice. Diplomirala s ulogom Marthe iz Tko se boji Virginije Woolf?, E. Albeea, na klasi Borne Baletića, 2004. godine.
Diplomirala 2004. godine na Akademiji dramske umjetnosti u Zagrebu. Od 2006. godine stalna je članica ansambla GDK Gavella u Zagrebu. Krajem prosinca 2018. godine udala se za ortopeda Nenada Medančića, uzevši njegovo prezime.

## Filmografija

### Televizijske uloge
- "Naša mala klinika" kao Ankica Hmelj (2005.)
- "Bibin svijet" kao Tamara (2007.)
- "Luda kuća" kao Tamara Šušnjara (2006. – 2008.)
- "Naša mala klinika" kao Ankica Pivović (2008.)
- "Mamutica" kao inspektorica Martina (2008. – 2009.)
- "Na terapiji" kao Maja (2009.)
- "Tito" kao Olga Hebrang (2010.)
- "Tajni dnevnik patke Matilde" kao prasica Roza (2010. – 2014.)
- "Zvijezde pjevaju" kao Nataša Janjić (2011.)
- "Horvatovi" kao Danijela (2015.)
- "Da sam ja netko" kao Lidija (2015.)
- "Komšije" kao Morena (2015.)
- "Patrola na cesti" kao Mare (2016.)
- "Prava žena" kao Nataša Kovač (2016. – 2017.)
- "General" kao Vesna Karuza (2020.)
- "Tajne vinove loze" kao Tea (2022.)
- "Metropolitanci" kao Dunja Mataković (2022.)
- "Kumovi" kao Fani (2024.)

### Filmske uloge
- "Volim te" kao Nataša (2005.)
- "Sve džaba" kao Maja (2006.)
- "Pravo čudo" kao mještanka na seansi (2007.)
- "Kradljivac uspomena" (2007.)
- "Pusti me da spavam" kao Klara (2007.)
- "Sveti Georgije ubiva aždahu" kao Katarina (2009.)
- "U zemlji čudesa" kao Dunja (2009.)
- "Libertango" kao Julija (2009.)
- "Kenjac" kao Jasna (2009.)
- "Ta tvoja ruka mala" kao Mia (2010.)
- "Ljudožder vegetarijanac" kao Sestra Lana (2012.)
- "Svi uvjeti za priču" kao Nataša (2012.)
- "Životinjsko carstvo" kao mama (2012.)
- "Fred" kao Lucija (2012.)
- "(S)kidanje" kao Kiki (2013.)
- "Atomski zdesna" kao Maja (2014.)
- "Ti mene nosiš" kao Lidija (2015.)
- "Zbog tebe" kao Lana (2016.)
- "Goran" kao Lina (2016.)
- "Milion" kao Milena (2016.)
- "Comic Sans" kao Marina (2018.)
- "Aleksi" kao Lea (2018.)
- "General" kao Vesna Karuza (2019.)
- "Tereza37" kao Ivana (2020.)

### Kazališne uloge
- 2002. Idealan muž - E. Bošnjak, Splitsko ljeto, r: Nenni Delmestre, uloga: Ema
- 2003. Božanska glad - S. Drakulić, Teatar &TD, r: Damir Z. Frey, uloga: Ines
- 2003. Radionica za šetanje, pričanje i izmišljanje - Bobo Jelčić i N. Rajković, Dubrovačke ljetne igre
- 2003. Cyrano - J. Roets, Mala scena, r: I. Šimić, uloga: Roxane
- 2004. Dokaz - D. Aubern, Mala scena, r: I. Šimić, uloga: Catherine
- 2004. U noći - K.Š. Gjalski, Kufer, r: T. Pavković, uloga: Barunica Leporte
- 2004. Život X 3 - Y. Reza, Mala scena, r: I. Šimić, uloga: Sonia
- 2005. Korupcija u palači pravde - U. Betti, HNK Zagreb, r: Joško Juvančić, uloga: Elena
- 2005. Što ćemo sad? - B. Đurić, KNAPP, r: Aida Bukvić, uloga: Marija Kraljić
- 2006. Majstor i Margarita – M. Bulgakov, r. O. Prohić, GDK Gavella, uloga: Margarita
- 2006. Ujak Vanja – A.P. Čehov, r. Mateja Koležnik, HNK Split, uloga: Jelena Andrejevna
- 2007. Četvrta sestra – J. Glowatzky, r. Samo Strelec, GDK Gavella, uloga: Tanja
- 2007. Mećava – S. Puškin, r. A. Ogarjov, GDK Gavella, uloga: Marija Gavrilovna
- 2007. San ljetne noći – W. Shakespeare, R. A. Popovski, GDK Gavella, uloga: Helena
- 2008. Ilijada 2001. – F. Šovagović, F. Šovagović, GDK Gavella
- 2009. Život je san - Calderon de la Barca, Rene Medvešek, Gavella, uloga: Stella
- 2009. Heidi - Johanna Spyri, I. Leo Lemo, Moruzgva, uloga: Heidi
- 2010. Prekidi - Michael Cristofer, M. Torjanac, Planet-art, uloga: Alice
- 2010. Peer Gynt - Henrik Ibsen, r: A. Popovski, GDK Gavella, uloga: Žena u zelenom
- 2010. Ljubav, struja, voda i telefon - A. Tomić, r. V. Brešan, Kerempuh
- 2011. Tartuffe - Moliere, Gavella, uloga: Elmira
- 2011. Dundo Maroje - M. Držić, Gavella, uloga: Petrunjela
- 2012. Adio, kauboju - O.S. Ivančević, Splitsko ljeto, r. Ivica Buljan, uloga: Ruzinava
- 2013. Fine mrtve djevojke -  M. Matišić, r: D. Matanić, uloga: Marija
- 2013. Candide - Voltaire, GDK Gavella, r: K. Dolenčić, uloga: Cunegonda
- 2014. Amadeus - P. Schaffer, r: Dora Ruždjak, uloga: Constanza
- 2014. Ritina škola - Willy Russel, Kazalište Planet art, r: Marko Torjanac, uloga: Rita
- 2014. Tri sestre - A.P. Čehov, GDK Gavella, r: Slobodan Unkovski, uloga: Maša
- 2014. Romeo i Julija, W. Shakespeare, Dubrovačke ljetne igre, r: Jagoš Marković, uloga: gospođa Capuletti
- 2015. 5žena.com – r: Rene Bitorajac, Kerempuh/Teatroman, uloga: Jelena

### Sinkronizacija
- "Juhu-hu" kao Kolet (2007.)
- "Ninja kornjače" kao Karai (2007.)
- "Mali princ" kao Ruža (2015.)

## Nagrade
- 2005. Nagrada "Sabrija Biser" na Danima satire za ulogu Marije Kraljić (Što ćemo sad?)
- 2005. Nagrada hrvatskog glumišta za najbolju mladu glumicu za uloge Sonie (ŽivotX3) i Marije Kraljić (Što ćemo sad?)
- 2006. Nagrada "Ivo Fici" na Festivalu glumca u Vinkovcima za ulogu Marije Kraljić (Što ćemo sad?)
- 2006. Zlatna Arena za sporednu ulogu u filmu "Sve džaba" Antonija Nuića, Pula Film Festival
- 2008. Međunarodna nagrada "Ardalion" za najbolju žensku ulogu u predstavi San Ivanjske noći, Festival Bez pr(ij)evoda, Užice
- 2008. Nagrada hrv. glumišta za izuzetno ostvarenje mladih umjetnika do 28 godina, ženska uloga u predstavi San Ivanjske noći
- 2008. Nagrada "Zlatni smijeh" na 32. Danima satire za ulogu Tanje u predstavi Četvrta sestra
- 2011. Nagrada "Fabijan Šovagović" na 18. Festivalu glumca za ulogu Elmire u predstavi Tartuffe
- 2011. Nagrada za najbolju glumicu međunarodnog Festivala glumca "Zaplet" u Banja Luci.
- 2014. Nagrada za Najbolju inozemnu glumicu za ulogu Maje u filmu Atomski zdesna, Niški filmski susreti
- 2014. Nominacija za Nagradu hrvatskog glumišta za nabolju glumicu za uloge Maše (Tri sestre) i Rite (Ritina škola)
- 2014. Nagrada za najbolju glumicu festivala Pod murvom; Skradin
- 2014. Nagrada za najbolju glumicu festivala Murtalije, Murter
- 2015. Nagrada Osmijeh Biokova za najbolju glumicu (uloga: Rita, Ritina škola), Festival Makarsko kulturno ljeto
- 2015. Nagrada "Fabijan Šovagović" za najbolju glumicu za ulogu Rite (Ritina škola) na Festivalu glumca u Vukovaru
- 2016. Nominacija za Večernjakovu ružu u kategoriji Najbolje TV glumačko ostvarenje u seriji Da sam ja netko, uloga Lidija
- 2017. Međunarodna nagrada "Ardalion" za najbolju žensku ulogu u predstavi Priče iz Bečke šume, Festival Bez pr(ij)evoda, Užice
- 2018. Nagrada "Zlatni studio" čitatelja Jutarnjeg lista za najbolju filmsku glumicu godine
- 2018. Zlatna arena za sporednu žensku ulogu u filmu Comic sans Nevija Marasovića, Pula Film Festival

## Vanjske poveznice
- Nataša Janjić u internetskoj bazi filmova IMDb-u (engl.)
- Stranica na Gavella.hr